# Hays
Hays - Международная рекрутинговая компания. Головной офис компании находится в Лондоне. Акции торгуются на Лондонской Фондовой Бирже  (FTSE250).
Компания представлена 251 офисом в 33 странах мира. Группа оказывает услуги клиентам различного профиля, работающих как в частном, так и в государственном секторе, и занимает лидирующую позицию на рынке Великобритании, континентальной Европы, Азиатско-Тихоокеанского региона и Латинской Америки.

## История[4]
В 1968 году Денис Ваксман основал компанию «Career Care Group», специализирующуюся на подборе персонала, которую в 1986 приобрела компания-владелец судоверфи и оператор складской недвижимости Hays plc.
В 2004 году компания продала все непрофильные активы: логистику, складской бизнес, недвижимость и сосредоточилась на услугах рекрутмента под руководством Ваксмана. В ноябре 2007 года Ваксмана на посту CEO сменяет Алистер Кокс, который и руководит компанией.

## Финансовые показатели
По результатам за финансовый год 2016:
- Группа объявила о чистом доходе в размере 810.3 млн фунтов и прибыли от основной деятельности в размере 181 млн фунтов;
- Группа трудоустроила около 67 000 кандидатов на постоянные должности и около 220 000 на временную работу;
- 22% чистого дохода Группы было получено в Азиатско-Тихоокеанском регионе, 45% в континентальной Европе и других странах мира, а 33% в Соединенном Королевстве и Ирландии
- Деятельность, связанная с временным трудоустройством, принесла 58% чистого дохода, а постоянное трудоустройство - 42% чистого дохода

## Исследования Hays
Hays уделяет внимание изучению рынка труда, его тенденций, специфических особенностей в зависимости от той или иной страны, профессиональных устремлений и ожиданий от карьеры у различных представителей профессий, отраслей и поколений. Часть своих исследований компания проводит совместно с международными аналитическими институтами и редакторскими составами значимых мировых изданий: Oxford Economics, Financial Times, Sunday Times, Fortune, BusinessWeek, Daily Mail и др.

## Hays Promoter Index
Ежегодно Hays проводит исследование качества своего сервиса Hays Promoter Index, опрашивая более 300 000 своих клиентов и кандидатов по всему миру. Исследование HPI проводится на основе методологии net promoter score и состоит из трех вопросов об удовлетворённости сервисом в целом, этапами взаимодействия и готовности клиентов и кандидатов рекомендовать Hays коллегам и друзьям.

## Hays Journal
Дважды в год Hays выпускает известный во всем мире аналитический журнал для специалистов в области HR и других профессионалов – Hays Journal. В 2013 году Hays Journal получил награду «The Best B2B Publication» в категории «Professional Services and Financial Services» на The International Content Marketing Awards.

## Интересные факты

### Сотрудничество с футбольной командой Manchester City[6]
С 2013 года Hays является главным рекрутмент-партнером футбольной клуба Manchester City, в том числе и его женской команды Manchester City Women. В 2016 году контракт компании и клуба был продлен на 3 года. В Великобритании, США и Азиатском регионе Hays обеспечивает подбор профессионалов в области бухгалтерии и финансов, юриспруденции, маркетинговых коммуникаций, HR для команды. Ведущие игроки команды участвуют в маркетинговых активностях Hays.

### Социальные сети
Hays активна в социальном пространстве. Так, например, в 2016 году Hays получила награду от LinkedIn как самая активная рекрутинговая компания в этой сети, а в апреле 2017 года Hays вышла на 26е место по количеству подписчиков среди всех компаний, зарегистрированных на LinkedIn в мире. Помимо LinkedIn компания представлена в социальных сетях: Facebook и Twitter. Hays в России имеет также свой канал на YouTube и страницу Вконтакте.

## Hays в мире
Компания Hays представлена в следующих странах: Австралия, Австрия, Бельгия, Бразилия, Канада, Колумбия, Чили, Китай, Чехия, Дания, Франция, Германия, Гонконг, Венгрия, Индия, Ирландия, Италия, Япония, Люксембург, Малайзия, Мексика, Нидерланды, Новая Зеландия, Польша, Португалия, Россия, Сингапур, Испания, Швеция, Швейцария, ОАЭ, Великобритания и США.